# Салиджанов, Анвар Таджиевич
Анвар Таджиевич Салиджанов (род. 1943, Ташкент) — советский узбекский футболист, арбитр, функционер.

## Биография
Воспитанник бухарского футбола.
С 1973 года — футбольный рефери. В 1975 году получил республиканскую категорию судейства, 23 января 1985 года был удостоен всесоюзной  категории.
Завершив карьеру арбитра, в 1992 году занимал должность начальника команды в ФК «Океан» (Находка). Аналогичную — в 2011—2012 годах в «Андижане». С 2002 года также работал вице-президентом «Океана».
В 2022 году решением Исполкома Футбольной ассоциации Узбекистана награждён  знаком «За заслуги перед вклад в развитие футбола Узбекистана».